# Pacific Palisades (TV-serie)
Pacific Palisades är en amerikansk miniserie med 13 avsnitt från 1997 producerad av Aaron Spelling. Serien handlar om några personer i den exklusiva förorten Pacific Palisades i Los Angeles. Serien hade dock fallade tittarsiffror, så man tog hjälp av den gamla "Dynastyhäxan" Joan Collins för att få upp intresset. Serien lades dock ner kort därefter.

## Rollista (urval)
- Paul Satterfield - John Graham
- Joan Collins - Christina Hobson
- Linda Cardellini - Sara